# ورا هولتز
ورا لوسیا فرالتی هولتز (به انگلیسی: Vera Lúcia Fraletti Holtz) معروف به ورا هولتز (زاده ۷ اوت ۱۹۵۳) بازیگر سینما و تلویزیون برزیلی است.

## فیلم‌شناسی

### تلویزیون
- ۱۹۸۳ - تبریک به شما .... فروشنده خانم
- ۱۹۸۹ - مدل برتر .... ایرما لامر
- 1989 - من چه پادشاهی هستم؟ .... فانی
- ۱۹۹۰ - باریگا دی آلگوئل .... دوس آنجوس
- ۱۹۹۰ - میل… آنجلیکا
- 1991 - Vamp .... خانم آلیس پن تیلور
- ۱۹۹۲ - از روح و تن .... سیمون گئدس
- ۱۹۹۳ - فرا فریدا .... چروبینا پراکسیدس منزز
- ۱۹۹۵ - یک پروکسیما ویتیما .... چهارشنبه (Quitéria Bezerra)
- 1996 - آخر دنیا .... فلوریسبلا مندونسا
- ۱۹۹۶ - تصمیم بگیرید، تبادل
- 1997 - برای عشق .... سیرلیا پریرا
- 1999 - چیکوینها گونزاگا .... دونا لو
- ۲۰۰۰ - اوگا-اوگا .... بابا نوئل
- ۲۰۰۰ - یک مورالها .... مائه کاندیدا اولینتو
- 2001 - حضور آنیتا .... مارتا
- ۲۰۰۲ - دزیوس دی مولر .... باربارا تولدو
- 2003 - زنان عاشق .... سانتانا گورگل
- ۲۰۰۴ - کابوکلا .... جنروسا
- ۲۰۰۵ - بلیسیما .... اورنلا ساباتینی
- ۲۰۰۵ - کارگا پسادا .... کاتارینا
- ۲۰۰۶ - ای پروفتا .... آنا
- 2007 - بهشت گرمسیری .... ماریون نوواس
- ۲۰۰۸ - دوراهی‌های ایرنه - دونا سلیا
- ۲۰۰۸ - سه خواهر .... ویولتا آکویلا
- 2010 - شور - ماریا کاندلاریا لوباتو (کند)
- ۲۰۱۲ - آونیدا برزیل - لوسیندا[۱]
- ۲۰۱۳ - ساراماندایا - دونا ردوندا
- ۲۰۱۶ - یک لی دو آمور - ماریا ماگنولیا کوستا لیتائو (ماگ)
- ۲۰۱۹ - عشق یک مادر - کتیا[۲]

### سینما
- ۱۹۹۱ - همان‌طور که در بهشت روی صفحه نمایش
- ۱۹۹۲ - اسم من جان است (کوتا متراژم)
- 1993 - سرمایه‌داری وحشی
- ۱۹۹۳ - دیاریو نوتورنو (کورتامتراژم)
- ۱۹۹۴ - هزار و یک
- ۱۹۹۵ - ویسنته (کورتامتراژم)
- ۱۹۹۵ - ای منینو مالوکینیو
- 1995 - کارلوتا خواکینا، پرینسسا دو برزیل
- ۱۹۹۶ - در تایمز سینماتوگراف (کورتامتراژم)
- ۲۰۰۰ - تونیک غالب
- 2003 - آپولونیو برزیل، قهرمان شادی
- 2005 - بندیتو فروتو
- 2006 - فرشتگان خورشید
- 2006 - نایت دیدی و پرنسس لیلی
- 2011 - خانواده همه چیز را می‌فروشد
- ۲۰۲۳ - عمه ویرجینیا در نقش خاله ویرجینیا